# Vrsta
Vrsta (en cyrillique : Врста) est un village de Bosnie-Herzégovine. Il est situé sur le territoire de la Ville de Bihać, dans le canton d'Una-Sana et dans la fédération de Bosnie-et-Herzégovine. Selon les premiers résultats du recensement bosnien de 2013, il compte 501 habitants.

## Démographie

### Évolution historique de la population
| 1948 | 1953 | 1961 | 1971 | 1981 | 1991 | 2013 |
| ---- | ---- | ---- | ---- | ---- | ---- | ---- |
| -    | -    | 334  | 448  | 423  | 661  | 501  |

|  |

### Communauté locale
En 1991, la communauté locale de Vrsta comptait 2 118 habitants, répartis de la manière suivante :